# Lampsilis perovalis
Lampsilis perovalis es una especie de molusco bivalvo  de la familia Unionidae.

## Distribución geográfica
Es  endémica de los  Estados Unidos.